# Biserica Olari din București
Biserica Olari din București este un monument istoric aflat pe teritoriul municipiului București. În Repertoriul Arheologic Național, monumentul apare cu codul 179132.59.01, 179132.59.02.
Biserica Olari este ridicată în plină epocă fanariotă de bresla olarilor. Pisania bisericii săpată în portalul ce împodobește intrarea scrisă, cu litere chirilice, amintește că biserica a fost ridicată la 1758 de Dumitru Racoviță, Mihai Băcanu și Iancu căpitanu, împreună cu obștea olarilor, în vremea domnitorului Scarlat G. Ghica. Biserica are plan triconc cu turlă pe naos și turn clopotniță pe pronaos.